# Marokko op de Olympische Zomerspelen 2000
Marokko nam deel aan de Olympische Zomerspelen 2000 in Sydney in Australië.
De delegatie uit Marokko telde 61 atleten, de grootste delegatie in de geschiedenis. 
In de globale medaillestand eindigde Marokko op de 58ste plaats met 1 zilveren en 4 bronzen medailles.

## Medailleoverzicht
| Sport    | Olympiër           | Onderdeel              | Medaille |
| -------- | ------------------ | ---------------------- | -------- |
| Atletiek | Hicham El Guerrouj | 1500m (m)              | Zilver   |
| Atletiek | Brahim Lahlafi     | 5000m (m)              | Brons    |
| Atletiek | Ali Ezzine         | 3000m steeplechase (m) | Brons    |
| Atletiek | Nezha Bidouane     | 400m horden (v)        | Brons    |
| Boksen   | Tahar Tamsamani    | -57kg (m)              | Brons    |

## Deelnemers en resultaten
(m) = mannen, (v) = vrouwen 

### Atletiek
| Olympiër              | Onderdeel              | Resultaat | Prestatie                                                                       |
| --------------------- | ---------------------- | --------- | ------------------------------------------------------------------------------- |
| Mouhssin Chehibi      | 800m (m)               | 23e       | serie 8: 2de in 1.48,51 halve finale 1: 8ste in 1.49,88                         |
| El-Mahjoub Haïda      | 800m (m)               | 14e       | serie 5: 3de in 1.47,14 halve finale 3: 4de in 1.46,35                          |
| Khalid Tighazouine    | 800m (m)               | 10e       | serie 7: 1ste in 1.46,33 halve finale 2: 3de in 1.45,38                         |
| Youssef Baba          | 1500m (m)              | 12e       | serie 3: 4de in 3.38,68 halve finale 1: 4de in 3.40,16 finale: 12de in 3.56,08  |
| Hicham El Guerrouj    | 1500m (m)              | Zilver    | serie 1: 1ste in 3.38,57 halve finale 2: 1ste in 3.37,60 finale: 2de in 3.32,32 |
| Adil Kaouch           | 1500m (m)              | 28e       | serie 2: 7de in 3.41,06                                                         |
| Mohamed Saïd El Wardi | 5000m (m)              | 19e       | serie 2: 10de in 3.35,18                                                        |
| Brahim Lahlafi        | 5000m (m)              | Brons     | serie 1: 1ste in 13.22,70 finale: 3de in 13.36,47                               |
| Saïd Bérioui          | 10000m (m)             | 6e        | serie 2: 5de in 27.45,83 finale: 6de in 27.37,83                                |
| Mustapha Sdad         | 400m horden (m)        | 48e       | serie 4: 6de in 51,39                                                           |
| Brahim Boulami        | 3000m steeplechase (m) | 7e        | serie 3: 4de in 8.24,43 finale: 7de in 8.24,32                                  |
| Ali Ezzine            | 3000m steeplechase (m) | Brons     | serie 1: 2de in 8.23,79 finale: 3de in 8.22,15                                  |
| El-Arbi Khattabi      | 3000m steeplechase (m) | 31e       | serie 2: 11de in 8.43,46                                                        |
| Boubker El-Afoui      | marathon (m)           | 52e       | 2:23.38                                                                         |
| Abdelkader El Mouaziz | marathon (m)           | 7e        | 2:13.49                                                                         |
| El-Mehdi El-Ghazouani | verspringen (m)        | 31e       | kwalificatie groep B: 17de met 7,60m                                            |
| Younès Moudrik        | verspringen (m)        | 17e       | kwalificatie groep A: 7de met 7,95m                                             |
|                       |                        |           |                                                                                 |
| Mina Aït Hammou       | 800m (v)               | 23e       | serie 2: 5de in 2.03,25                                                         |
| Hasna Benhassi        | 800m (v)               | 8e        | serie 1: 3de in 2.00,50 halve finale 1: 2de in 1.59,19 finale: 8ste in 1.59,17  |
| Hasna Benhassi        | 1500m (v)              | DNS       | serie 3: niet gestart                                                           |
| Seloua Ouaziz         | 1500m (v)              | 14e       | serie 2: 6de in 4.10,82 halve finale 2: 7de in 4.09,11                          |
| Zhor El Kamch         | 5000m (v)              | 37e       | serie 2: 13de in 16.02,50                                                       |
| Bouchra Chaabi        | 10000m (v)             | 38e       | serie 2: 19de in 34.49,35                                                       |
| Asmae Leghzaoui       | 10000m (v)             | 8e        | serie 1: 10de in 32.56,63 finale: 18de in 31.59,21 (NR)                         |
| Nezha Bidouane        | 400m horden (v)        | Brons     | serie 1: 1ste in 55,38 halve finale 2: 2de in 54,19 finale: 3de in 53,57        |

### Boksen
| Olympiër        | Onderdeel | Resultaat | Prestatie |
| --------------- | --------- | --------- | --- |
| Hicham Mesbahi  | -51kg (m) | 9e        | 1ste ronde: W van TUR Turan: 17-11 2de ronde: V van USA Navarro: 9-12                                                             |
| Hassan Oucheikh | -54kg (m) | 17e       | 1ste ronde: V van JPN Tsujimoto: 12-12                                                                                            |
| Tahar Tamsamani | -57kg (m) | Brons     | 1ste ronde: vrij 2de ronde: W van KOR Park: 21-14 kwartfinale: W van ARG Pérez: 21-18 halve finale: V van KAZ Sattarkhanov: 12-22 |
| Mohamed Mesbahi | -75kg (m) | 9e        | 1ste ronde: vrij 2de ronde: V van UKR Zibrihin: 5-9                                                                               |
| Azize Raguig    | -81kg (m) | 17e       | 1ste ronde: V van UKR Fedchuk: scheidsrechterlijke beslissing                                                                     |

### Judo
| Olympiër                   | Onderdeel | Resultaat | Prestatie                                                  |
| -------------------------- | --------- | --------- | ---------------------------------------------------------- |
| Abdelouahed Idrissi Chorfi | -60kg (m) | 21e       | 1ste ronde: vrij 2de ronde: V van FRA Despezelle: waza-ari |
| Adil Belgaïd               | -81kg (m) | 21e       | 1ste ronde: vrij 2de ronde: V van MGL Ochirbat: yuko       |

### Kanovaren
| Olympiër     | Onderdeel      | Resultaat | Prestatie                                                    |
| ------------ | -------------- | --------- | ------------------------------------------------------------ |
| Nizar Samlal | K-1 slalom (m) | 20e       | run 1: 22ste in 154,02 run 2: 20ste in 145,20 totaal: 299,22 |

### Taekwondo
| Olympiër          | Onderdeel | Resultaat | Prestatie |
| ----------------- | --------- | --------- | --- |
| Younès Sekkat     | -58kg (m) | 5e        | voorronde: W van AUS Lyons: 4-4 kwartfinale: V van ESP Esparza: 1-3 herkansingen: V van ARG Taraburelli: 4-5              |
|                   |           |           | |
| Meriem Bidani     | -67kg (v) | 9e        | voorronde: V van JPN Okamoto: 1-4                                                                                         |
| Mounia Bourguigue | +67kg (v) | 5e        | voorronde: vrij kwartfinale: V van CHN Chen: 4-5 herkansingen: W van AUS White: 3-1 herkansingen 2: V van CRO Vezmar: 1-4 |

### Tennis
| Olympiër    | Onderdeel     | Resultaat | Prestatie |
| ----------- | ------------- | --------- | --- |
| Karim Alami | enkelspel (m) | 5e        | 1ste ronde: W van ARG Squillari: 6-4, 7-6(5) 2de ronde: W van ITA Pozzi: 6-2, 4-6, 8-6 3de ronde: W van FRA Santoro: 6-2, 5-7, 6-4 kwartfinale: V van SUI Federer: 6-7(2), 1-6 |

### Voetbal
| Olympiër | Onderdeel | Resultaat | Prestatie                                                             |
| --- | --------- | --------- | --------------------------------------------------------------------- |
| Aissam Barroudi Zakaria Aboub Abdel Fattah El-Khattari Abdelmajid Oulmers Adel Chbouki Akram Roumani Bouchaib El-Moubarki El-Hussain Ouchla Fouzi El-Brazi Hamid Nater Jawad Zairi Kareem Ben Kouar Mohamed Kharbouch Noureddine Kacemi Otmane El-Assas Tarik El-Jarmouni Youssef Safri Abdelilah Bagui Salaheddine Bassir Bouchaib El-Battachi Hicham Laaraj Abdeslam Ouaddou | mannen    | 20e       | groep B: 4de V van Chili: 1-4 V van Zuid-Korea: 0-1 V van Spanje: 0-2 |

| Groep B |            |             |             |             |             |            |            |            |        |
| #       | Land       | Wedstrijden | Wedstrijden | Wedstrijden | Wedstrijden | Doelpunten | Doelpunten | Doelpunten | Punten |
| #       | Land       | G           | W           | G           | V           | V          | T          | Saldo      | Punten |
| 1       | Chili      | 3           | 2           | 0           | 1           | 7          | 3          | +4         | 6      |
| 2       | Spanje     | 3           | 2           | 0           | 1           | 6          | 3          | +3         | 6      |
| 3       | Zuid-Korea | 3           | 2           | 0           | 1           | 2          | 3          | -1         | 6      |
| 4       | Marokko    | 3           | 1           | 0           | 3           | 1          | 7          | -6         | 0      |

| Ronde        | Datum     | Plaats     | Land | Score   | Land |
| ------------ | --------- | ---------- | ---- | ------- | ---- |
| Groepsfase   |           |            |      |         |      |
| 14 september | Melbourne | Marokko    | 1-4  | Chili   |      |
| 17 september | Adelaide  | Zuid-Korea | 1-0  | Marokko |      |
| 20 september | Melbourne | Spanje     | 2-0  | Marokko |      |

### Zeilen
| Olympiër        | Onderdeel   | Resultaat | Prestatie                                      |
| --------------- | ----------- | --------- | ---------------------------------------------- |
| Rachid Roussafi | mistral (m) | 36e       | 303 punten: (32-34-33-35-36-35-35-34-32-33-35) |

### Zwemmen
| Olympiër      | Onderdeel           | Resultaat | Prestatie               |
| ------------- | ------------------- | --------- | ----------------------- |
| Saad Khalloqi | 200m wisselslag (m) | 54e       | serie 1: 6de in 2.13,22 |

Albanië · Algerije · Amerikaanse Maagdeneilanden · Amerikaans-Samoa · Andorra · Angola · Antigua en Barbuda · Argentinië · Armenië · Aruba · Australië · Azerbeidzjan · Bahama's · Bahrein · Bangladesh · Barbados · België · Belize · Benin · Bermuda · Bhutan · Bolivia · Bosnië en Herzegovina · Botswana · Brazilië · Britse Maagdeneilanden · Brunei · Bulgarije · Burkina Faso · Burundi · Cambodja · Canada · Centraal-Afrikaanse Republiek · Chili · China · Chinees Taipei · Colombia · Comoren · Congo-Brazzaville · Congo-Kinshasa · Cookeilanden · Costa Rica · Cuba · Cyprus · Denemarken · Djibouti · Dominica · Dominicaanse Republiek · Duitsland · Ecuador · Egypte · El Salvador · Equatoriaal-Guinea · Eritrea · Estland · Ethiopië · Fiji · Filipijnen · Finland · Frankrijk · Gabon · Gambia · Georgië · Ghana · Grenada · Griekenland · Groot-Brittannië · Guam · Guatemala · Guinee · Guinee‑Bissau · Guyana · Haïti · Honduras · Hongarije · Hongkong · Ierland · IJsland · India · Indonesië · Irak · Iran · Israël · Italië · Ivoorkust · Jamaica · Japan · Jemen · Joegoslavië · Jordanië · Kaaimaneilanden · Kaapverdië · Kameroen · Kazachstan · Kenia · Kirgizië · Koeweit · Kroatië · Laos · Lesotho · Letland · Libanon · Liberia · Libië · Liechtenstein · Litouwen · Luxemburg · Macedonië · Madagaskar · Malawi · Malediven · Maleisië · Mali · Malta · Marokko · Mauritanië · Mauritius · Mexico · Micronesië · Moldavië · Monaco · Mongolië · Mozambique · Myanmar · Namibië · Nauru · Nederland · Nederlandse Antillen · Nepal · Nicaragua · Nieuw-Zeeland · Niger · Nigeria · Noord-Korea · Noorwegen · Oeganda · Oekraïne · Oezbekistan · Oman · Oostenrijk · Pakistan · Palau · Palestina · Panama · Papoea-Nieuw-Guinea · Paraguay · Peru · Polen · Portugal · Puerto Rico · Qatar · Roemenië · Rusland · Rwanda · Saint Kitts en Nevis · Saint Lucia · Saint Vincent en Grenadines · Salomonseilanden · Samoa · San Marino ·  Sao Tomé en Principe · Saoedi-Arabië · Senegal · Seychellen · Sierra Leone · Singapore · Slovenië · Slowakije · Soedan · Somalië · Spanje · Sri Lanka · Suriname · Swaziland · Syrië · Tadzjikistan · Tanzania · Thailand · Togo · Tonga · Trinidad en Tobago · Tsjaad · Tsjechië · Tunesië · Turkije · Turkmenistan · Uruguay · Vanuatu · Venezuela · Verenigde Arabische Emiraten · Verenigde Staten · Vietnam · Wit-Rusland · Zambia · Zimbabwe · Zuid-Afrika · Zuid-Korea · Zweden · Zwitserland · Individuele olympische atleten